# Eurata picta
Eurata picta är en fjärilsart som beskrevs av Herrich-Schäffer 1853. Eurata picta ingår i släktet Eurata och familjen björnspinnare. Inga underarter finns listade i Catalogue of Life.